# Хедисон, Дэвид
Дэ́вид Хе́дисон (англ. David Hedison; 20 мая 1927, Провиденс — 18 июля 2019, Лос-Анджелес, Калифорния) — американский актёр кино и телевидения.

## Биография
Альберт Дэвид Хедисон-младший родился 20 мая 1927 года в Провиденсе в семье эмигрантов-армян. Его отца звали Альберт Дэвид Хедисон-старший (до эмиграции — Хедитисян), владелец ювелирной лавки, мать — Роуз Богосян. Высшее образование получил в Брауновском университете, после чего переехал в Нью-Йорк, где стал членом Актёрской студии.
Впервые на телеэкране появился в 1955 году в небольшой роли в эпизоде сериала-антологии «Телевизионный театр Крафта», на большом экране зрители впервые увидели Хедисона два года спустя в фильме «Под нами враг», где он исполнил достаточно заметную роль лейтенанта. С 1959 года актёр взял себе псевдоним, состоящий из своего второго имени и фамилии — Дэвид Хедисон (до этого в титрах указывался как Эл Хедисон), и проработал под ним до конца своей карьеры в 2005 году. Хедисон стал первым актёром в истории бондианы, который сыграл роль Феликса Лейтера более чем в одном фильме (в 1973 и 1989 годах), много позднее вторым стал Джеффри Райт (в 2006 и 2008 годах).
29 июня 1968 года Дэвид Хедисон женился на девушке по имени Бриджет. От этого брака у пары двое детей: Серена и Александра (род. 1969), последняя стала известным фотографом и актрисой.

## Избранная фильмография

### Кино
- 1957 — Под нами враг / англ. The Enemy Below — лейтенант Вар
- 1958 — Муха / The Fly — Андре Деламбре
- 1958 — Собирайтесь вокруг флага, ребята! / англ. Rally 'Round the Flag, Boys! — рассказчик за кадром (в титрах не указан)
- 1960 — Затерянный мир / The Lost World — Эд Мелоун
- 1965 — Величайшая из когда-либо рассказанных историй / The Greatest Story Ever Told — Филип
- 1973 — Живи и дай умереть / Live and Let Die — Феликс Лейтер
- 1979 — Захват в Северном море / англ. North Sea Hijack — король
- 1984 — Лицо без маски / The Naked Face — доктор Питер Хэдли
- 1989 — Лицензия на убийство / Licence To Kill — Феликс Лейтер
- 2001 — Вечная битва / англ. Megiddo: The Omega Code 2 — Дэниэл Александр

### Телевидение
- 1959—1960 — Пять пальцев / Five Fingers — Виктор Себастиан (в шестнадцати эпизодах)
- 1962 — Перри Мейсон / Perry Mason — Дэмион Уайт (в одном эпизоде)
- 1964 — Святой / The Saint — Билл Харви (в одном эпизоде)
- 1964—1968 — Путешествие ко дну моря / Voyage to the Bottom of the Sea — капитан Крейн (в ста десяти эпизодах)
- 1969 — Любовь по-американски / англ. Love, American Style — Роб (в одном эпизоде)
- 1972—1973 — ФБР / The F.B.I. — разные роли (в двух эпизодах)
- 1973, 1975 — Детектив Кэннон / Cannon — разные роли (в трёх эпизодах)
- 1976 — Семья / Family — Питер Таун (в двух эпизодах)
- 1977 — Барнаби Джонс / англ. Barnaby Jones — Пол Нагент (в одном эпизоде)
- 1977 — Чудо-женщина / Wonder Woman — Эван Робли (в одном эпизоде[англ.])
- 1977, 1979, 1981—1982, 1985 — Лодка любви / The Love Boat — разные роли (в семи эпизодах)
- 1978 — Проект «НЛО» / англ. Project U.F.O. — Фредерик Фланаган (в одном эпизоде)
- 1978, 1981 — Ангелы Чарли / Charlie's Angels — разные роли (в двух эпизодах)
- 1978, 1981—1982, 1984 — Остров фантазий / Fantasy Island — разные роли (в шести эпизодах)
- 1982 — Супруги Харт / Hart to Hart — Майлс Вайатт (в одном эпизоде)
- 1982 — Ти Джей Хукер / T. J. Hooker — Эрик Сэксон, окружной прокурор (в одном эпизоде)
- 1982, 1984—1985 — Каскадёры / The Fall Guy — разные роли (в трёх эпизодах)
- 1983 — Династия / Dynasty — Сэм Декстер (в двух эпизодах)
- 1985 — Саймон и Саймон / англ. Simon & Simon — Остин Тайлер (в двух эпизодах)
- 1985 — Рыцарь дорог / Knight Rider — Теодор Купер (в одном эпизоде)
- 1985 — Наша эра / A.D. — Порций Фестус (англ. Porcius Festus), прокуратор Иудеи (в пяти эпизодах)
- 1985 — Команда «А» / The A-Team — Дэвид Ваун (в одном эпизоде)
- 1985 — Охотник Джон / англ. Trapper John, M.D. — Майлс Уорнер (в одном эпизоде)
- 1985, 1987 — Отель / Hotel — разные роли (в двух эпизодах)
- 1985—1987 — Династия 2: Семья Колби / The Colbys — лорд Роджер Лэнгдон (в девяти эпизодах)
- 1986, 1989 — Она написала убийство / Murder, She Wrote — разные роли (в трёх эпизодах)
- 1987 — Кто здесь босс? / Who's the Boss? — Джим Рэтклифф (в одном эпизоде)
- 2004 — Молодые и дерзкие / The Young and the Restless — Артур Хендрикс (в пятидесяти эпизодах)